# Bryan Verboom
Bryan Verboom (Anderlecht, 30 januari 1992) is een voormalig Belgische profvoetballer van Congolese afkomst. Hij verruilde in juli 2013 RSC Anderlecht voor Zulte Waregem, dat hem in het voorgaande seizoen al huurde. Na minder geslaagde uitleenbeurten bij Roda JC en KV Kortrijk verkaste Verboom begin september 2019 voor één seizoen met optie naar RWDM in de eerste klasse amateurs.

## Carrière

### Jeugd
Verboom groeide op in Charleroi. Hij sloot zich op zesjarige leeftijd aan bij Marcinelle en belandde twee jaar later in de jeugdopleiding van Sporting Charleroi. Als kind combineerde hij voetbal met zwemmen en atletiek. In 2008 ruilde hij de Zebra's in voor RSC Anderlecht. Bij paars-wit schopte Verboom het al snel tot de beloften, waar hij onder trainer Geert Emmerechts een vaste waarde werd. Hij mocht in 2011 ook voor het eerst mee op stage met de A-kern. In juli 2011 tekende hij een contract voor drie seizoenen bij Anderlecht.

### Zulte Waregem
In de zomer van 2012, op de laatste dag van de transferperiode, leende Anderlecht hem voor een jaar uit aan SV Zulte Waregem. Zijn ploeggenoot Bruno Godeau maakte dezelfde overstap.
Op 27 oktober 2012 kreeg Verboom zijn eerste speelkans van trainer Francky Dury. De linksachter mocht in de basis starten tegen Waasland-Beveren. Enkele dagen later scoorde hij tegen Sporting Charleroi zijn eerste doelpunt. De aanvallend ingestelde verdediger werd in geen tijd een vaste waarde bij Zulte Waregem, dat het seizoen afsloot als vicekampioen en zich zo plaatste voor de UEFA Champions League. Na het seizoen nam de club hem net als Godeau definitief over van Anderlecht.

## Statistieken
| Seizoen | Club               | Land               | Competitie    | Competitie | Competitie | Beker van België | Beker van België | Europees | Europees | Overige | Overige | Totaal | Totaal |
| Seizoen | Club               | Land               | Competitie    | Wed.       | Dlp.       | Wed.             | Dlp.             | Wed.     | Dlp.     | Wed.    | Dlp.    | Wed.   | Dlp.   |
| ------- | ------------------ | ------------------ | ------------- | ---------- | ---------- | ---------------- | ---------------- | -------- | -------- | ------- | ------- | ------ | ------ |
| 2012/13 | RSC Anderlecht     | Vlag van België    | Eerste klasse | 0          | 0          | 0                | 0                | —        | —        | —       | —       | 0      | 0      |
| 2012/13 | →SV Zulte Waregem  | Vlag van België    | Eerste klasse | 20         | 1          | 3                | 0                | —        | —        | —       | —       | 23     | 1      |
| 2013/14 | SV Zulte Waregem   | Vlag van België    | Eerste klasse | 29         | 0          | 7                | 0                | 2        | 0        | —       | —       | 38     | 0      |
| 2014/15 | SV Zulte Waregem   | Vlag van België    | Eerste klasse | 31         | 3          | 3                | 0                | 0        | 0        | —       | —       | 34     | 3      |
| 2015/16 | SV Zulte Waregem   | Vlag van België    | Eerste klasse | 34         | 3          | 2                | 0                | 0        | 0        | —       | —       | 36     | 3      |
| 2016/17 | SV Zulte Waregem   | Vlag van België    | Eerste klasse | 5          | 0          | 2                | 0                | —        | —        | —       | —       | 7      | 0      |
| 2016/17 | → Roda JC Kerkrade | Vlag van Nederland | Eredivisie    | 7          | 0          | 0                | 0                | —        | —        | —       | —       | 7      | 0      |
| 2017/18 | → KV Kortrijk      | Vlag van België    | Eerste klasse | 20         | 0          | 2                | 0                | —        | —        | —       | —       | 22     | 0      |
| 2018/19 | SV Zulte Waregem   | Vlag van België    | Eerste klasse | 0          | 0          | 0                | 0                | —        | —        | —       | —       | 0      | 0      |
| TOTAAL  | TOTAAL             | TOTAAL             | TOTAAL        | 146        | 7          | 19               | 0                | 2        | 0        | 0       | 0       | 167    | 7      |

1 Vandenberghe ·
5 Atemona ·
6 Mehssatou ·
7 Mbayo ·
8 Challouk ·
9 Messaoudi ·
10 Selemani ·
11 De Neve ·
12 De Vlaeminck ·
17 Gueye ·
18 Kadri  ·
20 Avenatti ·
21 Wasinski ·
22 Decoene ·
29 Regali ·
44 Silva ·
48 Montegnies ·
66 Radovanović ·
70 Bruno ·
77 Henen ·
89 Audoor ·
Coach: Edward Still